# Chaetopteryx denticulata
Chaetopteryx denticulata är en nattsländeart som beskrevs av Decamps 1971. Chaetopteryx denticulata ingår i släktet Chaetopteryx och familjen husmasknattsländor. Inga underarter finns listade i Catalogue of Life.